# Região biogeográfica
Ecozona, zona ecológica ou região biogeográfica é uma área geográfica cujas "fronteiras naturais" são definidas pela natureza (não pelo ser humano) e que se distingue de outras áreas por sua flora, fauna, clima, rochas, solos, morfologia do terreno e outros fatores.
Distingue-se do Bioma por incluir um maior número de características e de fatores para a sua existência e formação (anteriormente mencionados acima), o que torna uma ecozona algo muito mais específico do que um bioma. Devido a isso, há um maior número de regiões biológicas (que constituem uma ecozona e são as unidades mais pequenas), que são de várias centenas, do que o número de biomas, que são pouco mais do que uma dezena ou algumas dezenas (havendo variações no número consoante a investigação de biólogos).
Por exemplo, no ecossistema terrestre, uma floresta temperada da Europa e da América do Norte ou uma floresta tropical da África e da América do Sul podem pertencer ao mesmo bioma, respetivamente o da floresta temperada e o da floresta tropical, e no ecossistema aquático marinho as águas de um banco oceânico do Oceano Atlântico ou de um banco oceânico do Oceano Pacífico podem pertencer ao mesmo bioma, o dos bancos oceânicos,  mas, devido a haver espécies de animais e de plantas diferentes, quer terrestres, quer aquáticas, diferente morfologia do terreno (planície, planalto, montanha, etc.), diferentes oceanos, no caso dos meios aquáticos marinhos, pertencem a regiões biológicas diferentes com histórias evolutivas diferentes.

## Zonas Ecológicas

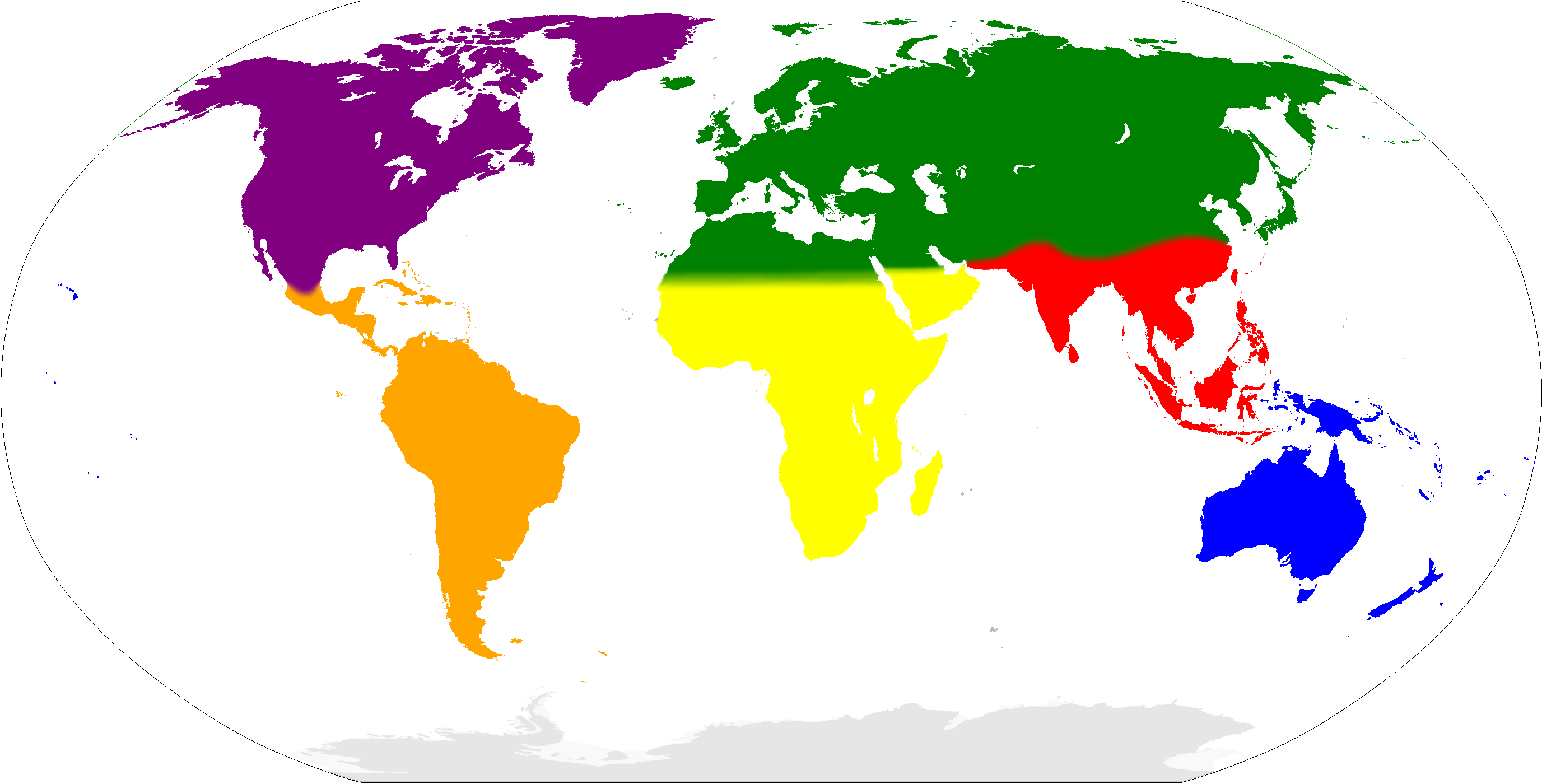
Mapa n.º 1: Regiões Biogeográficas (tipologia de 8 reinos ou grandes regiões).

As Zonas Ecológicas são largamente baseadas nos trabalhos de Alfred Russel Wallace no Arquipélago Malaio, Ricketts et al. (1999), Dinerstein et al. (1995), Pielou (1979)  e Udvardy (1975).

### Zonas Ecológicas Terrestres
As zonas ecológicas terrestres podem ser organizadas e classificadas de um modo aproximado mas diferente em relação à fauna (animais) e em relação à flora (plantas) ou ainda consideradas como zonas relativamente homogéneas contendo animais e plantas num determinado espaço geográfico de área variável.
Embora muitas vezes possam corresponder, não há coincidência ou equivalência total entre as zonas biogeográficas dos animais e as das plantas, quer terrestres, quer marinhas, o que dificulta a classificação em áreas geográficas, havendo mesmo casos de reinos biogeográficos, em áreas maiores, e de províncias e de regiões, em áreas menores, que existem na fauna (animais) mas não existem na flora (plantas) ou vice-versa.

#### Fauna

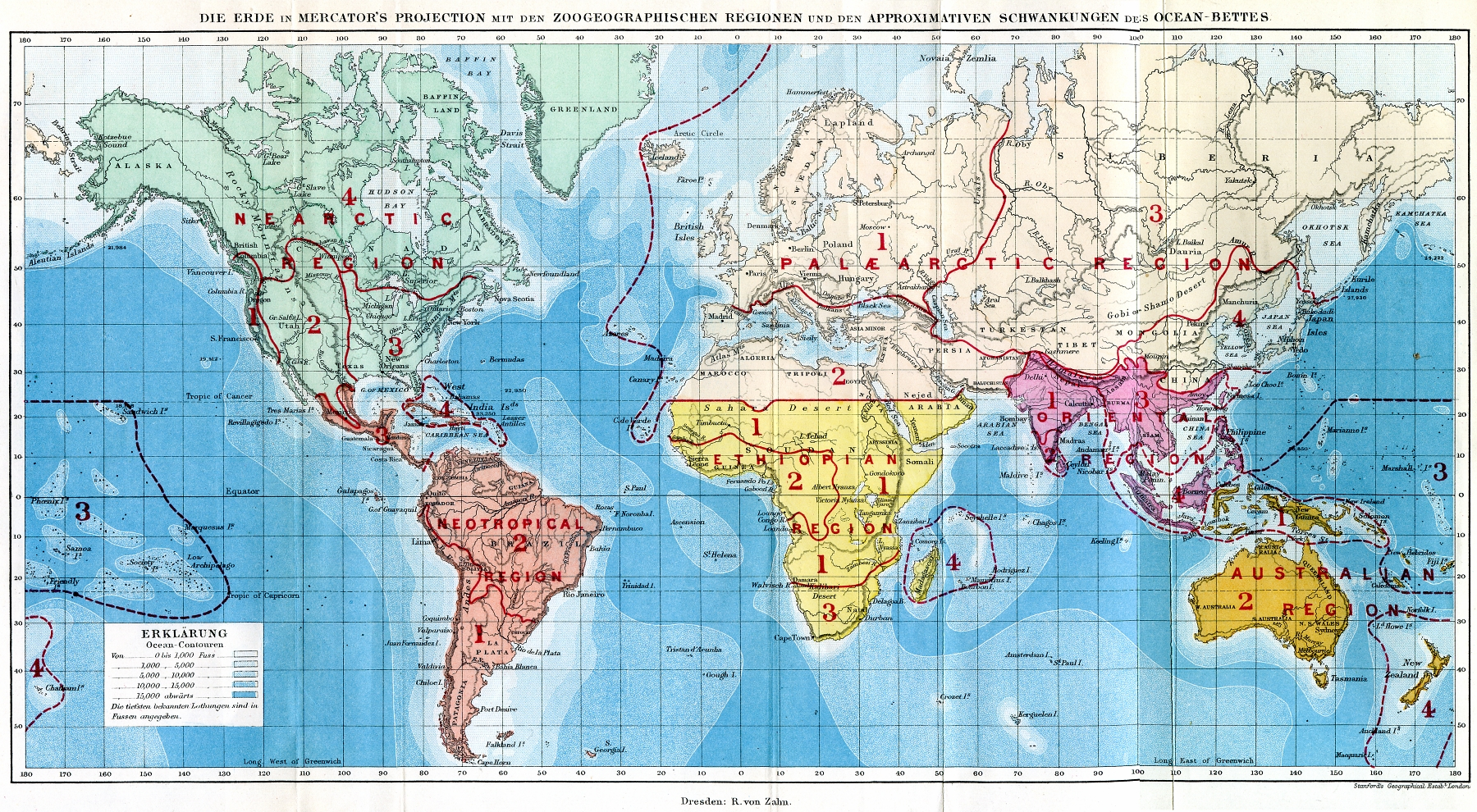
Mapa n.º 2: Frontispício do livro The Geographical Distribution of Animals - A Distribuição Geográfica de Animais de Alfred Russel Wallace, no qual são representadas as principais ecozonas ou reinos biogeográficos do Planeta Terra. Este mapa representa classificação biogeográfica da fauna terrestre, ou seja, a distribuição dos animais terrestres que formam as regiões e reinos biológicos.

Mapa n.º 3: Linha de Wallace

#### Flora

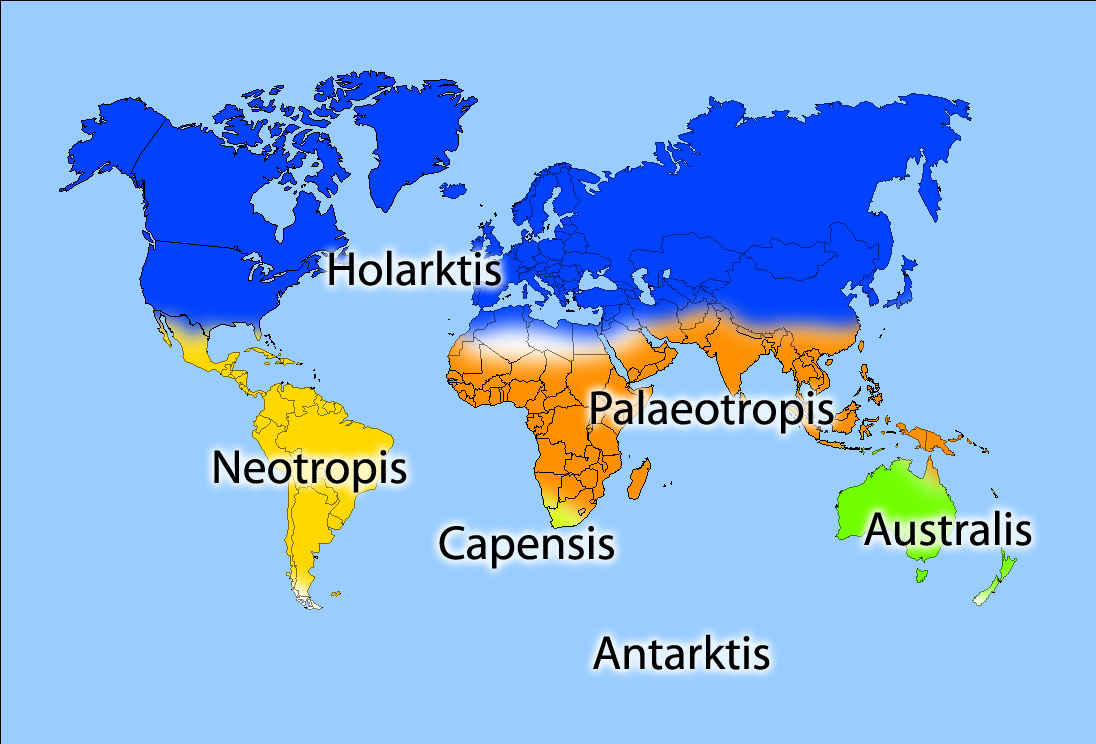
Mapa n.º 4: Reinos Florísticos do Mundo - Good (1947).

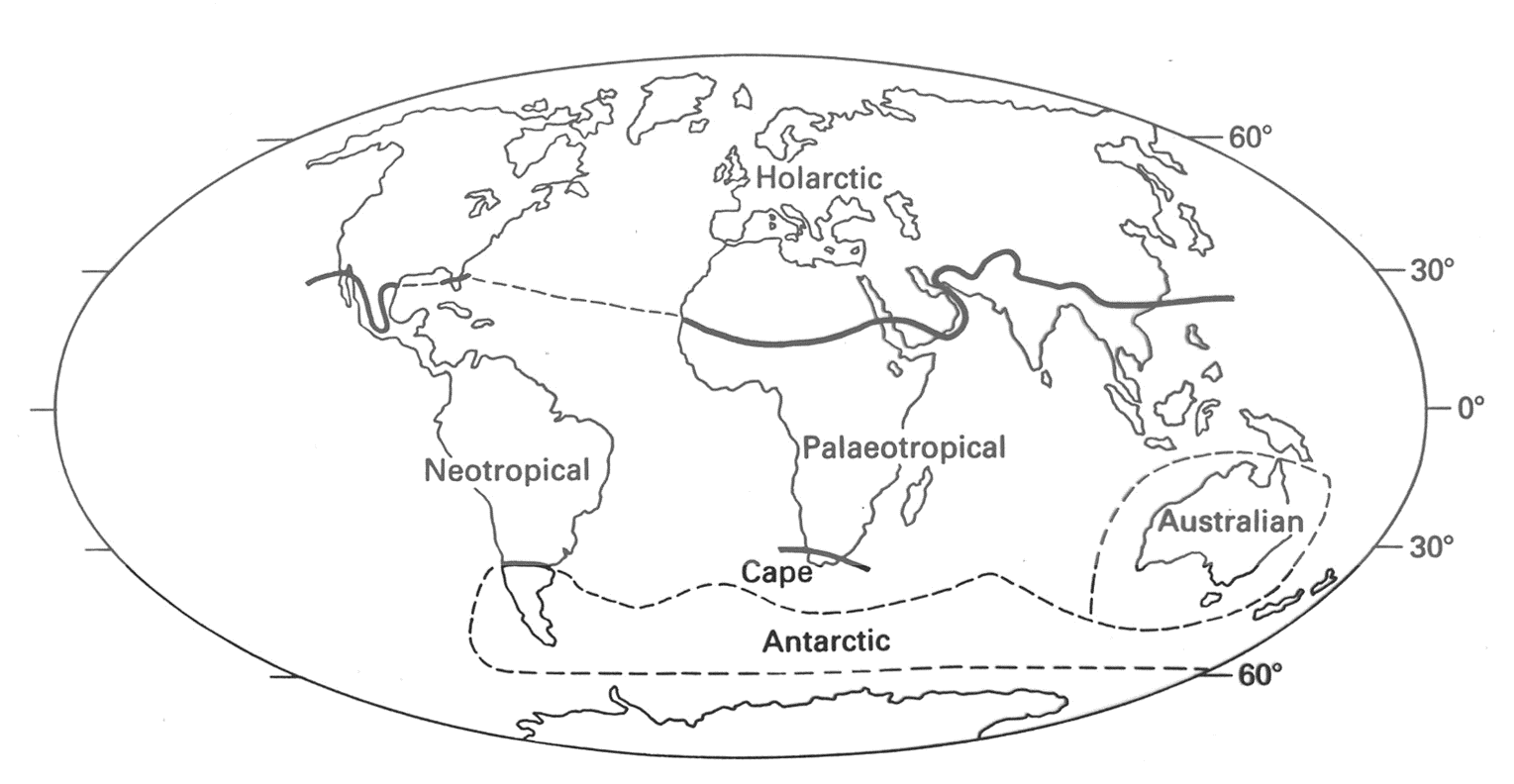
Mapa n.º 5: Reinos Floristicos do Mundo - Takhtajan (1986). Este mapa representa classificação biogeográfica da flora terrestre, ou seja, a distribuição das plantas terrestres que formam as regiões e reinos biológicos.

Classificação de Armen Takhtajan (desenvolvida por este biólogo a partir do trabalho de Good, identificou 6 reinos florísticos, 8 sub-reinos, 35 regiões florísticas e subdividiu-as em 152 províncias florísticas) (para mais pormenor ver Fitocório).
- Artogeia
  - Reino Florístico Holoártico ou Boreal
    - Sub-reino Boreal
      - I. Região Circumboreal
      - II. Região Asiática Oriental
      - III. Região Atlântica da América do Norte
      - IV. Região das Montanhas Rochosas

    - Sub-reino Tetiano
      - V. Região da Macaronésia
      - VI. Região Mediterrânica
      - VII. Região Saharo-Árabe
      - VIII. Região Irano-Turaniana

    - Sub-Reino Madreano
      - IX. Região Madreana

  - Reino Florístico Paleotropical
    - Sub-Reino Sub-Africano
      - X. Região Guíneo-Congolesa
      - XI. Região Usambara-Zululândia
      - XII. Região Sudano-Zambeziana
      - XIII. Região Karoo-Namibiana
      - XIV. Região de St.Helena e Ascensão

    - Sub-Reino Madagascarense
      - XV. Região de Madagáscar

    - Sub-Reino Indo-Malesiano
      - XVI. Região Indiana
      - XVII. Região Indochinesa
      - XVIII. Região da Malésia
      - XIX. Região Fijiana

    - Sub-Reino Polinésio
      - XX. Região Polinésia
      - XXI. Região Havaiana

    - Sub-Reino Neocaledoniano
      - XXII. Região Neocaledoniana
- Neogeia
  - Reino Florístico Neotropical
    - XXIII. Região Caribenha
    - XXIV. Região das Terras Altas da Guiana
    - XXV. Região Amazónica
    - XXVI. Região Brasileira
    - XXVII. Região Andina
- Notogeia
  - Reino Capense ou Sul-africano
    - XXVIII. Região do Cabo

  - Reino Florístico Australiano
    - XXIX. Região Nordeste da Austrália
    - XXX. Região Sudoeste da Austrália
    - XXXI. Região da Austrália Central ou Eremaeana

  - Reino Florístico Antártico
    - XXXII. Região Fernandeziana
    - XXXIII. Região Chilena-Patagoniana
    - XXXIV. Região das Ilhas do Sul Subantárctico
    - XXXV. Região Neozelandesa

### Classificação doWorld Wildlife Fund(WWF)

Mapa n.º 6: 7 dos 8 reinos biogeográficos, de acordo com o WWF.
Neoártico
Paleoártico
Afrotropical
Indomalaio
Neotropical
Australasiano
Oceânico
Antártico (não representado no mapa)

Uma equipa ou grupo de biólogos sob a direção do "World Wildlife Fund" (WWF)  desenvolveu um sistema de 8 Zonas Ecológicas como parte da sua classificação de 867 Biorregiões terrestres (14 Biomas), 426 Biorregiões aquáticas de água doce (12 Biomas) e 232 Biorregiões das plataformas e costas marítimas (5 Biomas) do mundo. Há assim um total de 1 525 regiões ecológicas ou ecorregiões (ou ainda biorregiões) identificadas no Planeta Terra. A UNESCO e a União Internacional para a Conservação da Natureza (IUCN) também participaram no trabalho.
Nota: A classificação do World Wildlife Fund (WWF) inclui os animais de cada região (fauna) e as plantas de cada região (flora) como um todo nas regiões biogeográficas terrestres e aquáticas não os separando.
O trabalho do WWF é voltado à preservação da fauna e da flora. 
O trabalho de Schultz (Biomas) não é baseado na sistemática dos seres vivos como o de Udvardy (Zonas Ecológicas).

#### Zonas Ecológicas Terrestres
O "World Wildlife Fund" (WWF) identificou um total de 867 regiões ecológicas ou ecorregiões terrestres que se incluem em províncias e estas, por sua vez, incluem-se em 8 Reinos ou Domínios (abaixo identificados e elencados; o que nesta lista está identificado por "Região" equivale a um "Reino biogeográfico").
- Artogeia, 106.6 milhões de km² (inclui a maior parte da América do Norte e a Eurásia, África do Norte, África Subsaariana, Ásia do Sul e Sudeste da Ásia)
  - Holoártico ou Boreal, 77 milhões de km² (inclui a maior parte da América do Norte e da Eurásia e a África do Norte)
    - Região neoártica, 22.9 milhões de km² (inclui a maior parte da América do Norte)
    - Região paleoártica, 54.1 milhões de km² (inclui a parte principal de Eurásia e a África do Norte)

  - Paleotropical, 29,6 milhões de km² (inclui a África Subsaariana e o Subcontinente da Ásia do Sul e Sudeste da Ásia, incluindo a parte oriental do Paquistão
    - Região afro-tropical ou Etíope, 22.1 milhões de km² (inclui a África Subsaariana)
    - Região indo-malaia ou Oriental, 7.5 milhões de km² (inclui o Subcontinente da Ásia do Sul e Sudeste da Ásia, incluindo a parte oriental do Paquistão)
- Neogeia, 19.0 milhões de km² (idêntica ao Reino Neotropical)
  - Região neotropical, 19.0 milhões de km² (inclui a América do Sul, a América Central, as Antilhas e o Sul da Florida)
- Notogeia, 8.9 milhões de km² (inclui a Austrália, ilha da Papuásia ou Nova Guiné e ilhas vizinhas, ilhas da Oceânia e a Antártica)
  - Região australasiana, 7.6 milhões de km² (inclui a Austrália, ilha da Papuásia ou Nova Guiné e ilhas vizinhas). A fronteira noroeste desta zona é conhecida como a linha de Wallace (ver mapa n.º 3).
  - Região oceânica, 1.0 milhão de km² (inclui a Polinésia, Fiji e Micronésia)
  - Região antártica, 0.3 milhões km² (= 300 mil km²) (Ilhas Antárticas e incluindo a Antártica propriamente dita) (a quase totalidade do continente da Antártica, que tem uma área de 14 milhões e 200 mil km², não é incluído devido a não ter animais e plantas exceto na Península Antártica e em pequenos enclaves costeiros e no interior não os tem; os Vales secos de McMurdo não têm vida animal ou vegetal, somente microbiana, caso da bacteriana, e mesmo assim rara)

As zonas ecológicas terrestres têm um total de 134.5 milhões de quilómetros quadrados (km²) abrangendo a grande maioria da superfície das terras emersas do Planeta Terra.
As únicas exceções são a Antártica e a Gronelândia, sendo a primeira um continente com 14.2 milhões de km² e a segunda uma grande ilha que tem uma área de 2.2 milhões de km² (ambas têm um total de 16.4 milhões de km²), em ambas estas grandes massas terrestres, a grande maioria da superfície de terra emersa está coberta por gelo e neve permanentes (formando calotas e mantos de gelo com alguns quilómetros de espessura), quase sem seres vivos, pelo que estas têm zonas ecológicas muito pequenas e periféricas.
Biomas das Zonas Ecológicas Terrestres
- 1. Manto e Calota de Gelo
- 2. Tundra
- 3. Tundra Florestada
- 4. Floresta Boreal
- 5. Floresta de Coníferas Fria
- 6. Floresta Mista Temperada
- 7. Floresta Decídua Temperada
- 8. Floresta Mista Quente
- 9. Pradaria / Estepe
- 10. Deserto Quente
- 11. Floresta Arbustiva / Cerrado
- 12. Savana
- 13. Bosque Tropical
- 14. Floresta Tropical

#### Zonas Ecológicas Aquáticas

##### Zonas Ecológicas Marinhas
Estas Zonas Ecológicas marinhas são baseadas nos trabalhos de Mark D. Spalding, Helen E. Fox, Gerald R. Allen e Nick Davidson e Outros, sobretudo no artigo científico "Marine Ecoregions of the World: A Bioregionalization of Coastal and Shelf Areas", publicado na revista Bioscience, vol. 57, n.º 7.
De acordo com a investigação acima citada, as ecozonas marinhas podem ser descritas e organizadas em Reinos ou Domínios (Realms), correspondendo às áreas marinhas maiores; Províncias (Provinces), correspondendo às áreas marinhas intermédias, e Ecoregiões (Ecoregions), correspondendo às áreas marinhas mais pequenas, de acordo com o seu tipo de biologia e ecossistema. Há assim 232 regiões ecológicas ou ecorregiões marinhas que se incluem em 62 províncias e estas, por sua vez, incluem-se em 12 Reinos ou Domínios (para mais pormenor ver Lista de regiões ecológicas marinhas).
- Ártico
  - 1. Ártico (sem províncias identificadas)
- Atlântico Norte Temperado
  - 2. Mares Europeus do Norte
  - 3. Lusitana (província biogeográfica marinha que abrange grande parte do Oceano Atlântico Nordeste)
  - 4. Mar Mediterrâneo (província biogeográfica marinha cuja única comunicação natural é com o Oceano Atlântico através do Estreito de Gibraltar sendo um mar quase interior)
  - 5. Atlântico Noroeste Temperado Frio
  - 6. Atlântico Noroeste Temperado Quente
  - 7. Mar Negro
- Pacífico Norte Temperado
  - 8. Pacífico Noroeste Temperado Frio
  - 9. Pacífico Noroeste Temperado Quente
  - 10. Pacífico Nordeste Temperado Frio
  - 11. Pacífico Nordeste Temperado Quente
- Atlântico Tropical
  - 12. Atlântico Noroeste Tropical
  - 13. Plataforma do Norte do Brasil
  - 14. Atlântico Sudoeste Tropical
  - 15. Ilhas de Santa Helena, Ascensão e Tristão da Cunha
  - 16. Transição da África Ocidental
  - 17. Golfo da Guiné
- Indo-Pacífico Ocidental
  - 18. Mar Vermelho e Golfo de Aden
  - 19. Árabe e Somali
  - 20. Oceano Índico Ocidental
  - 21. Plataforma do Índico Oeste e Sul
  - 22. Ilhas Oceânicas do Índico Central
  - 23. Baía de Bengala
  - 24. Andamão
- Indo-Pacífico Central
  - 25. Mar do Sul da China
  - 26. Plataforma de Sunda
  - 27. Transição de Java
  - 28. Kuroshio Sul
  - 29. Pacífico Noroeste Tropical
  - 30 Triângulo Coral Oeste
  - 31. Triângulo Coral Leste
  - 32. Plataforma de Sahul
  - 34. Plataforma Australiana Noroeste
  - 35. Pacífico Sudoeste Tropical
  - 36. Ilhas Lord Howe e Norfolk
- Indo-Pacífico Oriental
  - 37. Havai / Hawai'i
  - 38. Ilhas Marshall, Gilbert, e Ellice / Aorōkin Ṃajeḷ, Kiribati e Tuvalu
  - 39. Central Polynesia
  - 40. Polinésia Sudeste
  - 41. Marquesas / Te Henua ʻEnana
  - 42. Ilha da Páscoa / Rapa Nui
- Pacífico Oriental Tropical
  - 43. Pacífico Oriental Tropical
  - 44. Galápagos
- América do Sul Temperada
  - 45. Pacífico Sudeste Temperado Quente
  - 46. Ilhas Juan Fernández e Desventuradas
  - 47. Atlântico Sudoeste Temperado Quente
  - 48. Magalhânica
  - 49. Tristão-Gough / Tristão da Cunha-Gonçalo Álvares
- África Meridional Temperada
  - 50 Benguela
  - 51. Agulhas
  - 52. Ilha Amsterdão–Ilha de São Paulo
- Australásia Temperada
  - 53. Nova Zelândia Norte
  - 54. Nova Zelândia Sul
  - 55. Plataforma Australiana Central Oriental
  - 56. Plataforma Australiana Sudeste
  - 57. Plataforma Australiana Sudoeste
  - 58. Plataforma Australiana Central Ocidental
- Antártico / Oceano do Sul
  - 59. Ilhas Subantárticas
  - 60. Mar de Scotia
  - 61. Alto Antártico Continental
  - 62. Nova Zelândia Subantártica

Biomas Marinhos
- 1. Ecorregiões Polares
- 2. Plataforma Continental Temperada e Ecorregiões Marinhas
- 3. Afloramento ou Ressurgência Temperada
- 4. Afloramentos ou Ressurgências Tropicais
- 5. Coral Tropical

##### Zonas Ecológicas de Água Doce
Estas Zonas Ecológicas de água doce são baseadas nos trabalhos de Robin Abell, Michele L. Thieme, Carmen Revenga, Mark Bryer e Outros, sobretudo no artigo científico "Freshwater Ecoregions of the World: A New Map of Biogeographic Units for Freshwater Biodiversity Conservation", publicado na revista Bioscience, vol. 58, n.º 5 (maio de 2008) ("Ecorregiões de Água Doce do Mundo: Um Novo Mapa de Unidades Biogeográficas para a Conservação da Biodiversidade de Água Doce").
O "World Wildlife Fund" (WWF) identificou um total de 426 regiões ecológicas ou ecorregiões de água doce que se incluem em 8 áreas geográficas (por continentes e grandes regiões de continentes) e estas, por sua vez, incluem-se em 12 habitats principais, que são aproximadamente equivalentes aos biomas terrestres (para mais pormenor ver Lista de regiões ecológicas de água doce).
Tipos de Habitat Principal
- Grandes Lagos
- Grandes Deltas de Rios
- Águas Doces de Montanha
- Águas Doces Xéricas e Bacias Endorreicas
- Rios Costeiros Temperados
- Rios Temperados de Planalto
- Rios Temperados de Várzea e Pântanos
- Rios Costeiros Tropicais e Subtropicais
- Rios Tropicais e Subtropicais de Planalto
- Rios e Pântanos de Várzea Tropical e Subtropical
- Águas Doces Polares
- Ilhas Oceânicas

Grupos de Regiões Ecológicas de Água Doce
- América do Norte (1.)
- América Central (2.)
- América do Sul (3.)
- Europa e Oriente Médio (4.)
- África e Madagáscar (5.)
- Ásia do Norte (6.)
- Ásia do Sul (7.)
- Austrália e Pacífico (8.)

## Outros significados
O termo biorregião é igualmente utilizado por um movimento ecologista denominado biorregionalismo.

### Literatura
- Bennet, K. D.; J. H. Lawton; A. Gibbs; M. H. Williamson; M. W. Holdgate; W. D. Hamilton; G. R. Conway. 1986. The Rate of Spread and Population in Increase of Forest Trees During the Postglacial [and Discussion]. Philosophical Transactions of the Royal Society of London. Series B, Biological Sciences 314:1167:523-531.
- Blanchette M, Green ED, Miller W, Haussler D. (2004) Reconstructing large regions of an ancestral mammalian genome in silico. Genome Res. 2004 Dec;14(12):2412-23. ()
- Cox, C. Barry; Peter D. Moore (1985). Biogeography: An Ecological and Evolutionary Approach (Fourth Edition). Blackwell Scientific Publications, Oxford.
- FAO-UNESCO (Ed.) (1974–1981). Soil Map of the World. 18 Karten 1:5 Mio. UNESCO, Paris.
- FAO (Ed.) (1994). Soil map of the world – revised legend with corrections. ISRIC Technical Paper, Wageningen. ISBN 90-6672-057-3
- FAO e IUSS. World Reference Base for Soil Ressources, Versão corrigida 2007
- Good, Ronald, 1947. The Geography of Flowering Plants. Longmans, Green and Co, Nova Iorque
- Kriegs, Jan Ole, Gennady Churakov, Martin Kiefmann, Ursula Jordan, Juergen Brosius, Juergen Schmitz. (2006) Retroposed Elements as Archives for the Evolutionary History of Placental Mammals. PLoS Biol 4(4): e91. (pdf version)
- Ma J, Zhang L, Suh BB, Raney BJ, Burhans RC, Kent WJ, Blanchette M, Haussler D, Miller W. (2006) Reconstructing contiguous regions of an ancestral genome. Genome Res. 2006 Dec;16(12):1557-65. Epub 2006 Sep 18.()
- Morrone, J.J. 2002. Biogeographic regions under track and cladistic scrutiny. J. Biogeogr. 29: 149-152.
- Pielou, E.C. (1979): Biogeography
- Ricketts, Taylor H., Eric Dinerstein, David M. Olson, Colby J. Loucks, et al. (1999). Terrestrial Ecoregions of North America: a Conservation Assessment. Island Press, Washington DC.
- Rodriguez, J;J. Hortal.;M. Nieto. 2006. An evaluation of the influence of environment and biogeography on community structure: the case of Holarctic mammals. Journal of Biogeography Vol. 33:2:291-303.
- Schultz, J.: Die Ökozonen der Erde, Ulmer Stuttgart, 3rd ed. 2002 (1st ed. 1988). ISBN 3-8252-1514-8
- Schultz, J.: Handbuch der Ökozonen, Ulmer Stuttgart 2000. ISBN 3-8252-8200-7
- Schultz, J.: The Ecozones of the World, Springer, Berlin Heidelberg New York, 2n ed. 2005. ISBN 3-540-20014-2
- Schultz, J. 2007. The Ecozones of the World. Traducido al inglés por B. Ahnert. Segunda Edición. Springer, Verlag, Netherlands.
- Spalding, Mark D., Helen E. Fox, Gerald R. Allen, Nick Davidson et al (2007). "Marine Ecoregions of the World: A Bioregionalization of Coastal and Shelf Areas". Bioscience Vol. 57 No. 7, July/August 2007, pp. 573–583.
- Taberlet, P.; R. Cheddadi 2002. Quaternary Refugia and Persistence of Biodiversity (in Science's Compass; Perspectives). Science, New Series 297:5589:2009-2010.
- Takhtajan, Armen, 1986. Floristic Regions of the World. (traduzido por T.J. Crovello & A. Cronquist). University of California Press, Berkeley.
- Udvardy, M. D. F. (1975). A classification of the biogeographical provinces of the world. IUCN Occasional Paper no. 18. Morges, Switzerland: IUCN.
- Waddell PJ, Kishino H, Ota R (2001) A phylogenetic foundation for comparative mammalian genomics. Genome Inform Ser Workshop Genome Inform 12: 141–154.
- Waddell, P.J., Okada, N., & Hasegawa, M. (1999) Towards resolving the interordinal relationships of placental mammals. Systematic Biology 48(1):1-5 [M. Uhen/M. Uhen]
- William J. Murphy, Eduardo Eizirik, Mark S. Springer et al., Resolution of the Early Placental Mammal Radiation Using Bayesian Phylogenetics,Science, Vol 294, Issue 5550, 2348-2351 , 14 December 2001.

### Internet
- Website do IPCC (Intergovernmental Panel on Climate Change) e seu Quarto Relatório
- WWF - About Ecoregions